# Nyárlőrinc
Nyárlőrinc è un comune dell'Ungheria di 2 411 abitanti (dati 2005). È situato nella contea di Bács-Kiskun.